# 경신중학교 축구부
경신중학교 축구부는 서울특별시에 위치한 경신중학교의 축구부이다. 경신중학교가 운영하는 축구부로 1885년에 창단하였다.

## 역사
대한민국에서 가장 오래 된 전통의 축구명문학교

## 출신 선수
- 차범근
- 하석주

## 같이 보기
- 경신중학교